# Мемнон Ефешки
Мемнон Ефешки (грч. Μέμνων) је био митрополит града Ефеса, православни теолог, филозоф и писац, из 5. века. Познат је као један од главних организатора (зајено са Кирилом Александријским) Трећег васељенског сабора (431). Место и година његовог рођења нису познати.
431. године, у вези са јеретичким учењем које је ширио Несторије, на иницијативу Кирила Александријског одлучено је да се сазове велики црквени сабор. Место за одржавање Сабора изабран је град Ефес, чији је метрополит у то време био Мемнон. У Ефесу су се сакупили епископи, од којих су неки подржавали Кирила и Мемнона, а други Несторија. Упркос чињеници да нису сви епископи стигли у Ефес, неки су били на путу, укључујући и римског изасланика, и велике делегације епископа из Антиохије на челу са патријархом Јованом, Кирил и Мемнон су донели почетку сабора. Несторије и његови епископи који су га подржавали одбили су да се појаве на Сабору, који су Кирил и Мемнон отворили. Захтевали су да се сачекају сви епископи. Кирил и Мемнон су не чекајући остале осудили Несторијево учење. Након тога, епископи који су прихватили Несторијево учење, направили су свој сабор, где су они осудили и протерали патријарха Кирила а заједно са њим и Мемнона и друге епископр. Цар Теодосије II стаје на страну Кирила и Мемнона, признаје и потврђује њихову одлуку. Помирење између патријарха Кирила и Јована постигнуто је тек 433. године. 
Умро је око 440. године.